# Amancy
Amancy är en kommun i departementet Haute-Savoie i regionen Auvergne-Rhône-Alpes i sydöstra Frankrike. Kommunen ligger i kantonen La Roche-sur-Foron som tillhör arrondissementet Bonneville. År 2022 hade Amancy 2 786 invånare.

## Befolkningsutveckling
Antalet invånare i kommunen Amancy
| Referens: INSEE |